# Ben Halloran
Ben Halloran (14 de juny de 1992) és un futbolista australià que juga com a davanter al Brisbane Roar FC.

## Selecció d'Austràlia
Va debutar amb la selecció d'Austràlia el 2014. Va disputar 6 partits amb la selecció d'Austràlia.

## Estadístiques
| Selecció d'Austràlia | Selecció d'Austràlia | Selecció d'Austràlia |
| Anys                 | Partits              | Gols                 |
| -------------------- | -------------------- | -------------------- |
| 2014                 | 6                    | 0                    |
| Total                | 6                    | 0                    |